# 宫里镇 (富平县)
宫里镇，是中华人民共和国陕西省渭南市富平县下辖的一个乡镇级行政单位。

## 行政区划
宫里镇下辖以下地区：
桥北村、桥南村、大樊村、仇石村、齐村、董村、北陵村、南陵村、三凤村、凤西村、涧头村、雷村、党沟村、沟北村、庄科村、前进村和风口村。